# سدیم دی‌تیونات
سدیم دی‌تیونات (به انگلیسی: Sodium dithionate) با فرمول شیمیایی Na۲S۲O۶ یک ترکیب شیمیایی است. که جرم مولی آن ۲۰۶٫۱۱ g/mol می‌باشد. شکل ظاهری این ترکیب، پودر بلورین سفید. است.